# بن غازار
بن غازار (بالإنجليزية: Ben Gazzara)‏ مواليد 28 أغسطس 1930 في نيويورك، الولايات المتحدة - الوفاة 03 فبراير 2012 في نيويورك، الولايات المتحدة، هو ممثل أمريكي بدأ مسيرته الفنية سنة 1953. كما أنه من الفائزين بجائزة إيمي. شارك في قرابة 38 فيلما. امتدت مسيرته الفنية لأكثر من 59 عاما. درس في ذا نيو سكول.

## الأعمال
- تحليل جريمة قتل
- سلالة
- ليباوسكي الكبير
- السعادة
- القانون والنظام: الوحدة الخاصة للضحايا
- هستيريا العمى
- دوجفيل
- البابا يوحنا بولس الثاني
- باريس - أحبك

## الجوائز
الفوز:
- جائزة دونوستيا
- جائزة المسرح العالمي

الترشيحات:
- جائزة توني لأفضل ممثل في مسرحية

## روابط خارجية
- بن غازار على موقع IMDb (الإنجليزية)
- بن غازار على موقع روتن توميتوز (الإنجليزية)
- بن غازار على موقع ألو سيني (الفرنسية)
- بن غازار على موقع ميوزك برينز (الإنجليزية)
- بن غازار على موقع تيرنر كلاسيك موفيز (الإنجليزية)
- بن غازار على موقع أول موفي (الإنجليزية)
- بن غازار على موقع قاعدة بيانات برودواي على الإنترنت (الإنجليزية)
- بن غازار على موقع قاعدة بيانات الأفلام السويدية (السويدية)
- بن غازار على موقع إن إن دي بي (الإنجليزية)
- بن غازار على موقع ديسكوغز (الإنجليزية)